# Another Destination
Another Destination è il terzo disco solista di John Norum, attuale chitarrista degli Europe. Oltre a diversi brani scritti dallo stesso Norum, il disco contiene due cover: Strange Days degli Humble Pie e Sunshine of your Love dei Cream.

## Tracce
1. "Inside" – 5:06 (John Norum / Alan Lorber / Michelle Meldrum)
2. "Resurrection Time" – 5:05 (John Norum / Kelly Keeling / Alan Lorber)
3. "Strange Days" – 4:59 (Steve Marriott) (Humble Pie Cover)
4. "Spirit World" – 5:16 (John Norum / Kelly Keeling / Scott Bender)
5. "Shimmering Highs" – 6:10 (John Norum)
6. "Whose Side Are You On?" – 5:02 (John Norum / Kelly Keeling)
7. "Sunshine of Your Love" – 5:28 (Jack Bruce / Pete Brown / Eric Clapton) (Cream Cover)
8. "Catalina Sunset" – 5:20 (John Norum / Billy White)
9. "Half Way Home" – 5:20 (John Norum / Kelly Keeling)
10. "Healing Rays" – 3:06 (John Norum / Kelly Keeling)
11. "Jillanna" – 3:35 (John Norum / Billy White)

## Formazione
- John Norum – voce, chitarre
- Kelly Keeling – voce, tastiere
- Tom Lilly – basso
- Gary Ferguson – percussioni